# Провиденс
Про́виденс (англ. Providence) — столица и самый населённый город штата Род-Айленд (США). Провиденс — экономический, культурный и политический центр Род-Айленда. Население — 178 042 человека (2010).

## История
Первое поселение на месте нынешнего города основал Роджер Уильямс, пуританин, изгнанный из Массачусетса. В 1636 году он купил участок земли у индейцев-наррагансеттов, с которыми наладил дружеские отношения. По преданию, увидев подходящий для поселения участок земли, Уильямс воскликнул: «Милосердный промысел Божий!» (eng. — «God’s merciful Providence!»), отсюда и название города.
В первые годы существования город служил прибежищем религиозным диссидентам различных конфессий — баптистам, квакерам, евреям, гугенотам из Франции, англиканам, даже католикам. Ортодоксальные массачусетские пуритане прозвали Род-Айленд «сточной канавой Новой Англии».
Из-за трудностей в обработке земли и конфликтов с индейцами развитие города шло медленно. В 1770-х гг. британское правительство ввело ряд налогов, которые значительно повредили городской экономике. Высокие налоги вынудили город присоединиться к другим колониям, которые не признавали власть метрополии.

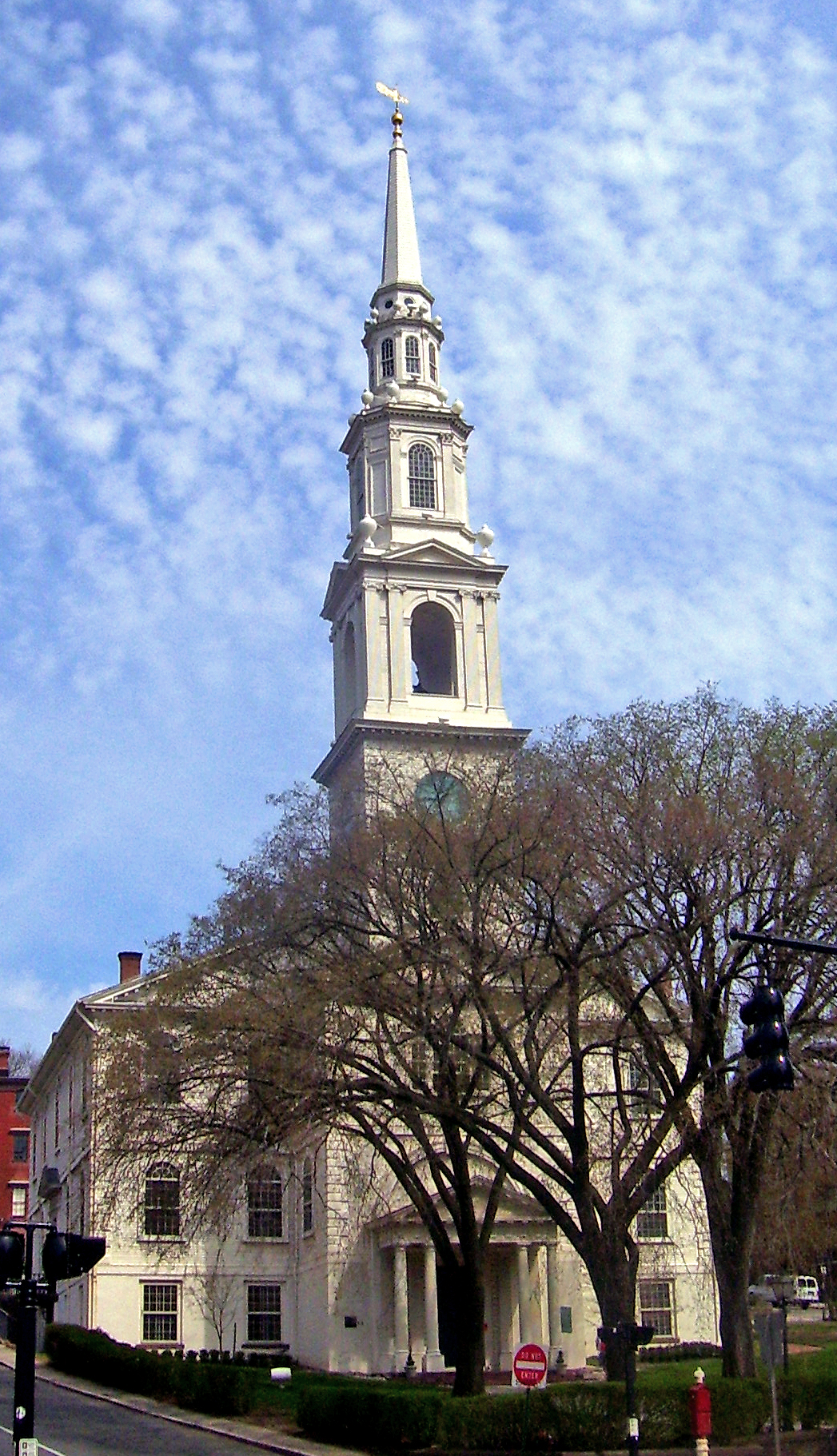
Баптистская церковь, построена в 1776

Во время войны за независимость город избежал захвата англичанами. В нём размещались американские войска и лазареты.
Война способствовала развитию экономики, и в последующие годы город пережил настоящий промышленный переворот. Особенно это касалось машиностроения, текстильной промышленности, изготовлению изделий из серебра и ювелирных изделий. Развитие промышленности обеспечило массовый приток иммигрантов и быстрый рост населения. Развитие города продолжалось и после Гражданской войны.
Великая Депрессия 1920-х сильно повлияла на жизнь Провиденса. Многие предприятия были закрыты. И после Второй мировой войны положение дел не улучшилось: экономика приходила в упадок, жители покидали город. Набирала силу организованная преступность, и Провиденс стал мафиозной столицей Новой Англии.
С 1970-х гг. началось возрождение города. Городская экономика переориентировалась на сферу услуг: образование, здравоохранение, туризм. Население стало увеличиваться. Сегодня Провиденс — один из наиболее примечательных городов Новой Англии.

## География и климат

### Географические сведения
Город расположен на месте слияния трех рек: Мошассук (Moshassuck), Вунаскватукет (Woonasquatucket) и Провиденс, последняя впадает в залив Наррагансетт. Город стоит на нескольких холмах: Конститьюшен Хилл, Колледж (или Проспект) Хилл, Федерал Хилл, Токвотен Хилл, Смит Хилл, Кристиан Хилл и Вейбоссет Хилл.

### Городской ландшафт
Неупорядоченная планировка типична для городов восточного побережья США, построенных до того, как автомобиль получил широкое распространение. Более 1000 улиц пересекают друг друга под разными углами, соединяя площади.
Город можно разделить на две части: на западном берегу Провиденса лежит центр и деловой район, на восточном — историческая часть.
Сердце города и его транспортный узел — площадь Кеннеди Плаза. Отсюда отходят основные автобусные маршруты. В деловой части города находятся исторические здания XIX в., построенные в федеральном и викторианском стилях, также есть стили модерн и пост-модерн. Там расположены торговый центр Провиденс Плейс, отель Вестин, офис компании GTECH, парк Уотерплейс. Эта часть города быстро развивается и застраивается. Здесь можно найти некоторые из самых высоких зданий штата: здание Банка Америки высотой 130 м (распространённое неофициальное название — «Здание Супермена»), здание компании Textron, небоскреб на Кеннеди Плаза. В центре города стоит один из отелей сети Biltmore и Аркада — старейший в стране закрытый торговый центр.
Южная часть города — прибрежный район, где располагаются нефтехранилища, электростанции, причал для паромов, бары, стрип-клубы. Фокс-пойнт — сооружение, которое служит для защиты города от ураганов и штормовых приливов.
Большинство домов в городе предназначены для одной или нескольких семей. Многоэтажных домов и таунхаусов немного.

### Климат
Климат Провиденса — умеренно континентальный с чертами морского благодаря влиянию Атлантического океана. Зима прохладная и влажная, лето тёплое и дождливое.
| Показатель                                                                | Янв.  | Фев.  | Март  | Апр.  | Май   | Июнь  | Июль  | Авг.  | Сен.  | Окт.  | Нояб. | Дек.  | Год  |
| ------------------------------------------------------------------------- | ----- | ----- | ----- | ----- | ----- | ----- | ----- | ----- | ----- | ----- | ----- | ----- | ---- |
| Абсолютный максимум, °C                                                   | 21    | 22    | 32    | 37    | 36    | 37    | 39    | 40    | 38    | 31    | 27    | 25    | 40   |
| Средний суточный максимум, °C                                             | 3,5   | 4,7   | 8,7   | 14,9  | 20,5  | 25,4  | 28,7  | 27,9  | 23,8  | 17,7  | 11,8  | 6,3   | 16,2 |
| Средняя температура, °C                                                   | −1    | 0,0   | 3,8   | 9,6   | 15,1  | 20,1  | 23,6  | 22,8  | 18,7  | 12,4  | 6,9   | 1,9   | 11,2 |
| Средний суточный минимум, °C                                              | −5,5  | −4,7  | −1    | 4,2   | 9,6   | 14,9  | 18,4  | 17,7  | 13,6  | 7,3   | 2,1   | −2,4  | 6,2  |
| Абсолютный минимум, °C                                                    | −25   | −27   | −17   | −12   | −2    | 4     | 9     | 4     | 0     | −7    | −14   | −24   | −27  |
| Среднее число солнечных часов в месяц                                     | 171,7 | 172,6 | 215,6 | 225,1 | 254,9 | 274,1 | 290,6 | 262,8 | 233,0 | 208,7 | 148,0 | 148,6 | 2606 |
| Среднее число дней с осадками                                             | 11    | 10    | 12    | 12    | 12    | 11    | 9     | 9     | 9     | 10    | 10    | 12    | 127  |
| Норма осадков, мм                                                         | 101   | 87    | 124   | 109   | 86    | 97    | 74    | 91    | 106   | 106   | 108   | 118   | 1208 |
| Источник: Национальное управление океанических и атмосферных исследований |       |       |       |       |       |       |       |       |       |       |       |       |      |

## Население
По данным переписи в 2010 году в городе проживало 178 042 человека.
Расовый состав населения:
- белые — 37,6 % (в 1970 — 89,5 %)
- афроамериканцы — 16 %
- латиноамериканцы — 38,1 %
- азиаты — 6 %

Примерно 14 % горожан — потомки итальянских иммигрантов, 8 % — ирландских и по 4 % — португальских и еврейских. В Провиденсе также проживает вторая по величине (после Нью-Йорка) либерийская община в США.
Среднегодовой доход составлял 15 525 долларов США (данные 2000 года). Средний возраст горожан — 28 лет (одна из самых «молодых» столиц штатов, в основном за счёт высокой рождаемости в латиноамериканской общине). Уровень преступности очень высокий, в 4 раза выше среднего по США и в 4,8 раза выше среднего по Род-Айленду.

## Экономика
Провиденс — один из первых городов США, где активно развивалась промышленность — металлургия, машиностроение, производство текстиля, изделий из серебра и ювелирных изделий, кухонных принадлежностей.
В конце XX века город пережил период деиндустриализации. Хотя он и остается лидером в области ювелирного дела, главной областью в экономике стала сфера услуг — образование, здравоохранение, финансовые услуги. В Провиденсе расположены штаб-квартиры многих известных компаний — Textron, Nortech, GTECH. Порт Провиденса — второй по величине порт для глубоководных судов в Новой Англии.
Крупнейшие работодатели:
- Госпиталь Род-Айленда
- Брауновский университет
- Почтовая служба США
- Госпиталь Род-Айленда для женщин и детей
- Банк Америки
- Verizon Communications (телефонная компания)

## Транспорт

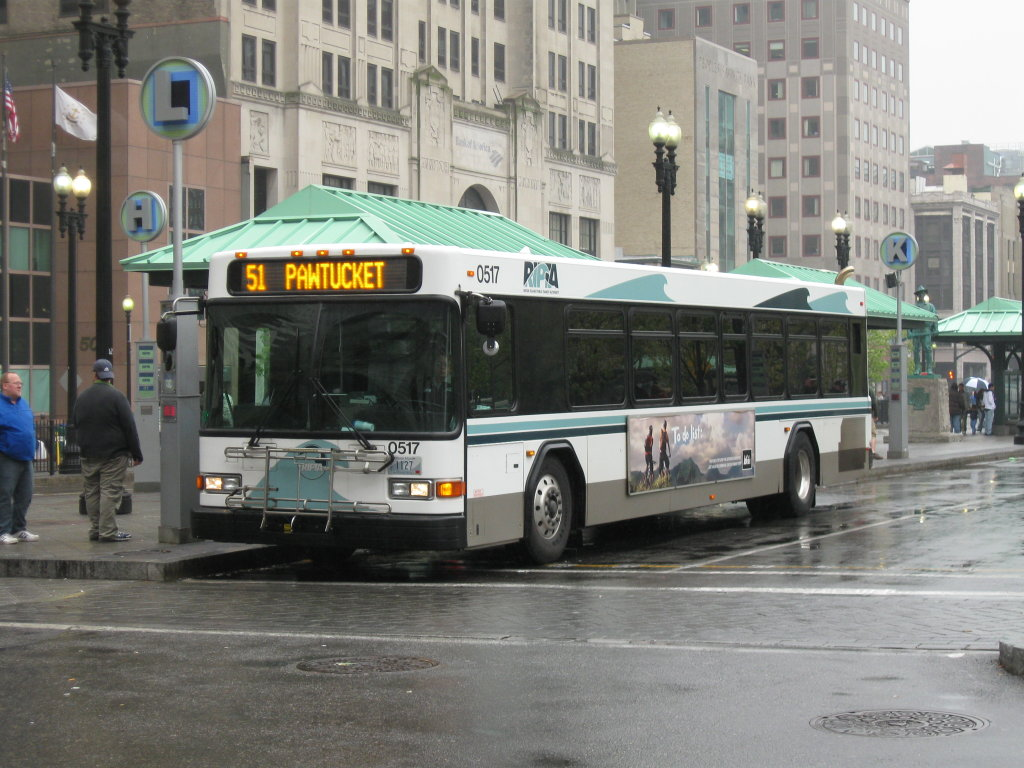
Городской автобус

В 10 километрах от центра Провиденса, в городе Ворвик находится аэропорт Т.Ф. Грин (IATA: PVD, ICAO: KPVD), обслуживающий, в основном внутренние рейсы. Ближайший крупный аэропорт (примерно 80 километров от Провиденса) - расположенный недалеко от Бостона аэропорт Логан (IATA: BOS, ICAO: KBOS) с годовым пассажирооборотом 28,9 млн человек (2011), откуда можно вылететь в десятки аэропортов США и остального мира.
На железнодорожной станции Провиденса ежедневно останавливается свыше 20 поездов, следующих в Бостон, Нью-Йорк, Вашингтон, Филадельфию и Балтимор.
Через город проходит межштатное шоссе I-95, соединяющее Флориду с Новой Англией.
Под управлением Департамента общественного транспорта штата (Rhode Island Public Transit Authority) находится 54 обычных автобусных маршрутов и 8 туристических (с автобусами, стилизоваными под 1920-е годы).

## Правительство
Провиденс — столица Род-Айленда, место нахождения Генеральной Ассамблеи (законодательного собрания штата), канцелярии губернатора и вице-губернатора штата. Провиденс управляется по модели «мэр — городской совет»: население избирает городской совет с законодательными функциями и мэра, который осуществляет исполнительную власть. Городской совет состоит из 15 членов (по количеству районов). В городе находятся окружной суд Род-Айленда, суд высшей категории, суд по делам наследства.
В 2002 году был избран, а в 2006 году — переизбран Дэвид Чичиллине, первый мэр столицы штата США, открыто заявивший о своей принадлежности к секс-меньшинствам.

## Образование
Провиденс — крупный центр образования штата. Здесь находятся многие известные учебные заведения: Брауновский университет, входящий в Лигу Плюща, Род-Айлендская школа дизайна (одна из лучших в стране, её знаменитый выпускник — режиссёр Гас ван Сент), Род-Айлендский колледж, университет Johnson and Wales, католический Провиденс-колледж. Колледж (Школа Провиденса или Кэтрин Гиббс колледж) в 1968 году приобрела американская издательская компания Кроуэлл Коллиер и Макмиллан. После нескольких продаж последний владелец — компания Gibbs Group в 2009 году стала закрывать кампусы после неудачной попытки продажи колледжа. Все филиалы школы закрылись в 2011 году.

## Культурная жизнь города
Провиденс — удачный пример того, как город может приспособиться к условиям постиндустриальной экономики. Возрождение Провиденса связано с именем мэра Винсента Чьянчи (1974—1981, 1991—2002), который сделал из столицы Род-Айленда центр культуры и искусств, привлекательный для туристов. Старые фабрики и заводы были реконструированы, в них разместились офисы, галереи, рестораны. Особенно популярны кафе, где подают кофе и пончики.
Некоторые районы населяют многочисленные иммигрантские общины: Федерал-Хилл — итальянский квартал, Фокс Пойнт — квартал португальцев и кабовердийцев, Смит Хилл — ирландский квартал.
В городе находится одно из самых больших на северо-востоке ЛГБТ-сообществ. Однополые браки чрезвычайно популярны. Мэр города, Дэвид Чичиллине заявляет о своей принадлежности к секс-меньшинствам.
Летом в Провиденсе проходит ежегодный фестиваль «Огни на воде»(eng — Waterfire). Фестиваль был учрежден в 1994 году и стал символом возрождения города. Представления проходят с мая по октябрь. По вечерам на трех городских реках зажигают костры, а на берегу звучит музыка, выступают фокусники, жонглеры.
Парки Провиденса — Waterplace Park, Riverwalk Park, Roger Williams Memorial и другие — занимают около 5 км². Зоопарк Роджера Уильямса (назван в честь основателя города) — один из лучших на северо-востоке США.
Известны театры Провиденса — театр Trinity Repertory Company, центр искусств Providence Performing Arts Center.

### Достопримечательности
- Первая баптистская церковь (1638), основанная Роджером Уильямсом. Современное здание построено в 1774-75г.
- Атенеум и музей Род-Айлендской школы дизайна
- Аркада (Washington Arcade) (1828) — первый в стране крытый торговый центр, его первоначальные функции остались теми же
- Дом и могила Говарда Филлипса Лавкрафта
- Капитолий штата Род-Айленд (1895—1904)

## Культура
Музыка:
Verse
В городе родился и прожил большую часть жизнь известный американский писатель Говард Лавкрафт

## Города-побратимы
- Латвия: Рига
- Доминиканская Республика: Санто-Доминго
- Камбоджа: Пномпень
- Италия: Флоренция
- Украина: Кременчуг